# キャロライン・ラム

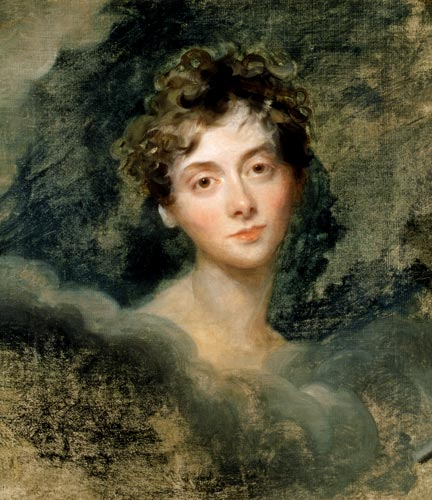
キャロライン・ラム

キャロライン・ラム（Caroline Lamb、1785年11月13日 – 1828年1月25日）は、ウィリアム・ラム（のちの第2代メルバーン子爵）の夫人、小説家。父は第3代ベスバラ伯爵フレデリック・ポンソンビー。母は初代スペンサー伯爵ジョン・スペンサーの二女ヘンリエッタ。詩人バイロンとの不倫関係で知られる。

## 略歴
第3代ベスバラ伯爵フレデリック・ポンソンビーの娘として生まれる。1805年に新進の政治家だったウィリアム・ラム（のちの第2代メルバーン子爵）と結婚、1807年に息子を、1809年に娘をもうけるが、息子は精神的な病を持ち29歳で死亡、娘は生まれてすぐに亡くなった。
1812年にバイロンと知り合い恋仲となるが、スキャンダルを嫌った夫によってアイルランドに送られる。1813年にロンドンに戻るが、バイロンが他の女性と親しくしているのを見て、ワイングラスを割り、その破片で腕を切って自殺をはかる。同性愛の事実をキャロラインに公にされることを恐れたバイロンは1816年にイギリスを離れ、キャロラインはバイロンを非難するために書いたゴシック小説『グレナヴォン』を発表する。1825年にラムと離婚し、アルコールとアヘンチンキ中毒となり、1828年に死去した。

## 描かれた作品
- 小説『ウィリアム・アシュの結婚』ハンフリー・ウォード、1905年
- 映画『レディ・カロライン』1973年

## 関連図書
- Barker, George Fisher Russell (1892). "Lamb, Caroline" . In Lee, Sidney (ed.). Dictionary of National Biography (英語). Vol. 31. London: Smith, Elder & Co. pp. 421–423.
- Franklin, Caroline (12 May 2022) [23 September 2004]. "Lamb [née Ponsonby], Lady Caroline". Oxford Dictionary of National Biography (英語) (online ed.). Oxford University Press. doi:10.1093/ref:odnb/15911。 (要購読、またはイギリス公立図書館への会員加入。)